# Cornuboniscus
Cornuboniscus es un género extinto de peces actinopterigios prehistóricos. Fue descrito por White en 1939.
Vivió en Reino Unido y Canadá.